# Karen Peterson
Karen E. Peterson (* 18. März 1950 in Stanton, Delaware) ist eine US-amerikanische Politikerin der Demokratischen Partei. Von 2002 bis 2016 war sie Senatorin im Senat von Delaware.

## Leben
Peterson erlangte einen Bachelor-Abschluss an der Neumann University. Anschließend trat sie 1969 eine erste Stelle als Attaché in der Legislative Hall an. Später war sie 28 Jahre lang im Delaware Department of Labor tätig, zuletzt 2001 als Director of Industrial Affairs.
Von 1981 bis 1989 war Peterson Präsidentin des New Castle County Council. 2002 wurde sie erstmals in den Senat von Delaware gewählt. Sie trat im Wahldistrikt 9 (Newport, Stanton, Christiana, Teile von Newark und Pike Creek) an. Bei den darauffolgenden Wahlen verteidigte sie erfolgreich ihren Sitz im Senat, zuletzt 2012. 2016 gab Peterson bekannt, bei der kommenden Senatswahl nicht mehr antreten zu wollen.
Während ihrer Amtszeit als Senatorin setzte sich Peterson für die Einhaltung der Grundrechte und soziale Gerechtigkeit ein, so engagierte sie sich unter anderem für eine Erhöhung des Mindestlohns und Abschaffung der Todesstrafe. Auch versuchte sie die Arbeit der Regierung transparenter zu gestalten. 2013 sprach sie bei einer Senatsdebatte über die Legalisierung der gleichgeschlechtlichen Ehe erstmals öffentlich über ihre langjährige Beziehung zu Vikki Bandy, mit der sie im Jahr zuvor eine eingetragene Partnerschaft (Civil Union) eingegangen war. Im Anschluss wurde die Einführung der gleichgeschlechtlichen Ehe in Delaware beschlossen.
Seit 2018 ist Peterson als Vorsitzende des New Castle County Planning Board wieder für die County-Regierung tätig.